# Obelix
Obelix (Obélix) è un personaggio dei fumetti coprotagonista della serie Asterix, creata da René Goscinny e Albert Uderzo.

## Caratteristiche del personaggio
Il nome di Obelix deriva, come Asterix, da un riferimento a un segno tipografico. Un «obèle» (obelo in italiano) è una sorta di croce (†), utilizzato per segnalare un passaggio dubbio negli antichi manoscritti. La scelta del nome non può essere frutto del caso: René Goscinny era, da parte di sua madre, discendente di una famiglia di tipografi, che avevano stampato un celebre dizionario ebreo-yiddish. (Le livre d'Asterix le Gaulois, Ed. Albert René, 1999).
Per rendere evidenti le differenze tra lui e l'amico Asterix, Obelix è noto per la sua obesità, poiché fisicamente molto più imponente ed elevato di statura. Ha lunghi baffi rossi e i capelli, raccolti in due treccine, dello stesso colore. Indossa dei pantaloni a strisce verticali bianche e azzurre, che evidenziano il suo pancione, un cinturone verde borchiato d'oro, scarpe marroni e un elmetto con due corna molto corte. Gira a torso nudo, tranne quando si deve travestire per ingannare i nemici. A differenza del minuto compagno d'avventure, intelligente, astuto e scapolo incallito, Obelix rappresenta i muscoli, l'ingenuità e la sensibilità al fascino delle belle ragazze.
È l'amico più caro di Asterix, di cui è l'inseparabile compagno d'avventura insieme a Idefix, il suo fedele cagnolino.

## Biografia
Sebbene non sia determinata la sua età, si dice che abbia circa 35 anni e nacque lo stesso giorno del suo amico Asterix nel villaggio dove entrambi sono evolveranno in tutti gli albi. 
Cadde in un calderone della pozione magica dei Galli quando era ancora piccolo, diventando l'unico Gallo nel villaggio di Asterix ad avere una forza sovrumana permanente. A causa della sua forza già enorme, a Obelix non è più permesso bere la pozione magica, un divieto che considera tremendamente ingiusto. Nonostante Panoramix affermi che la pozione non doni anche l'invulnerabilità, sembra che Obelix abbia comunque ottenuto una resistenza sovrumana. 
Secondo Panoramix, bere la pozione potrebbe avere effetti disastrosi su di lui; tuttavia, in Asterix e Cleopatra ne beve un solo goccio in una situazione molto particolare senza riscontrare effetti collaterali, mentre in Asterix e la galera di Obelix vengono mostrati per esteso gli effetti negativi causati dall'assunzione di troppa pozione magica da parte di Obelix, ovvero la temporanea trasformazione in granito e il successivo ringiovanimento, il quale termina in seguito in circostanze non del tutto chiare (nella versione originale di Asterix e la galera di Obelix, invece di ringiovanire, Obelix si trasforma temporaneamente in un'avvenente ragazza).
Dalla sua attività di scultore e commerciante di menhir (che consegna personalmente nei villaggi dell'Armorica) ricava quel poco che gli basta per vivere. Per il resto, passa il suo tempo libero a chiacchierare e passeggiare con Asterix, a cacciare cinghiali, di cui è ghiottissimo, e malmenare i legionari romani. Affronta qualunque avversario senza mai usare un'arma vera e propria, al limite afferra e scaglia molto lontano oggetti pesanti, ovvero i menhir oppure gli stessi legionari romani.

## Personalità
Obelix è sempre affamato, suscettibile, emotivamente fragile e poco brillante d'intelletto, almeno all'apparenza. È un bonaccione di buon carattere, ma socialmente incapace e con un'ingenuità disarmante. 
Il cibo preferito di Obelix è il cinghiale arrosto, che di solito caccia con Asterix, ma ha un appetito incredibile e prova a mangiare quasi tutto, con rarissime eccezioni. Obelix beve spesso latte di capra e litri di birra sopportando molto bene gli effetti alcolici, ma sembra reggere di meno il vino e, quando cede alla tentazione di berlo, gli esiti possono essere disastrosi (in Asterix e i Britanni). Inoltre è permaloso, poiché si arrabbia o si imbroncia ogni volta che viene chiamato "grasso", "ciccione" o "ingordo". Nonostante la sua passione per i combattimenti e l'evidente piacere che prova nel picchiare i Romani, Obelix è un personaggio sensibile e tenero: una grande amicizia lo lega ad Asterix fin dal primo numero del fumetto, è molto legato al suo cane Idefix e provava un affetto condiviso con una donna indigena (in Asterix conquista l'America). Nella versione italiana del fumetto, Obelix pronuncia spesso un'originale versione del motto romano SPQR, coniata dal comico (e traduttore della serie) Marcello Marchesi: Sono Pazzi Questi Romani.
Obelix non è ancora pienamente consapevole della propria forza e quasi invariabilmente sfonda qualsiasi porta su cui bussa delicatamente, il che lo rende un ariete umano, ma questa qualità gli è utile per aprire porte chiuse a chiave o sfondare muri. Allo stesso modo, non si rende conto che gli altri non condividono la sua forza sovrumana e si mostra molto sorpreso quando qualcuno viene schiacciato da un suo menhir. Ha anche scarso interesse per le materie di istruzione formale o per le attività intellettuali, poiché la pura forza di solito risolve i suoi problemi; generalmente lascia qualsiasi decisione ad Asterix.
Pur essendo allegramente violento e amante del combattimento, Obelix non è brutale né sadico: tende a considerare il combattimento come un gioco ed è generalmente amichevole ed educato (al limite di una cortesia inappropriata) nei confronti dei suoi avversari. Estende questa benevolenza anche ai Romani, che raramente sembra considerare oppressori, ma piuttosto come partecipanti meno consenzienti alle sue risse. Altri suoi passatempi sono la danza (in cui a quanto pare è molto bravo) e cenare insieme ai suoi compagni.
L'unica cosa che manda in tilt Obelix sono le belle ragazze. In particolare, merita un cenno la bionda Falbalà, la ragazza più bella del villaggio, che compare negli episodi Asterix legionario e Asterix e la galera di Obelix.